# Иоанн (Экономцев)
Архимандри́т Иоа́нн (в миру И́горь Никола́евич Эконо́мцев; 4 июля 1939, Москва) — советский и российский государственный и религиозный деятель, историк, педагог и писатель. Священнослужитель Русской православной церкви, архимандрит.
Создатель и первый ректор Российского православного университета Иоанна Богослова (1992—2009). Инициатор создания и первый глава Синодального отдела Московского патриархата по религиозному образованию и катехизации (1991—2009). Один из создателей и кураторов Рождественских образовательных чтений (1993—2009). Член-корреспондент Российской академии образования, действительный член Российской академии естественных наук, член Российской экологической академии, член Союза писателей России.

## Биография

### Ранние годы
В 1963 году окончил классическое отделение филологического факультета Московского государственного университета.
В 1963—1970 годах работал преподавателем в школе.
С 1970 по 1978 годы — сотрудник Министерства культуры СССР, Министерства иностранных дел СССР, в том числе в 1971—1976 годах работал в должности атташе по культуре посольства СССР в Греции.
Во время своего пребывания в Греции посетил Афон и был потрясен красотой и гармонией православного Богослужения. При знакомстве с созерцательно-аскетической жизнью монахов пришёл к мысли принять Крещение. Работая в Греции, познакомился с митрополитом Таллинским Алексием (Ридигером).
С 1976 по 1978 год работал в центральном аппарате Министерства иностранных дел СССР.
В 1978 году оставил дипломатическую службу и в качестве старшего научного сотрудника приступил к работе в Институте всеобщей истории АН СССР по сектору византиноведения в должности старшего научного сотрудника.

### Церковная работа в 1980-годы
Работая над изучением исихазма (в частности, богословскими трудами Григория Паламы), в 1982 году получил приглашение перейти на работу в Московскую Духовную Академию. Там он приступил к чтению лекций по истории поместных православных церквей.
По собственному признанию: «уровень общего образования студентов был недостаточным. Но все-таки в этот период я столкнулся с некоторым удивительным феноменом — треть учащихся Духовных Школ были с высшим образованием: философы, врачи, математики… Этому способствовало ослабевание нажима на Церковь со стороны государства. Они искали Бога осознанно, у них была живая вера. И у них была своя особенность — собственный опыт познания Бога. Мне было интересно работать с этими людьми».
В 1983—1988 годах совмещал преподавательскую деятельность с работой помощника управляющего делами Московской патриархии митрополита Алексия (Ридигера).
В 1984 году в Пюхтицком монастыре принял участие в семинаре Церквей СССР — членов Конференции европейских церквей и Церквей, имеющих с КЕЦ экуменическое сотрудничество.
C середины 1980-х годов публиковал свои богословские и церковно-исторические исследования в «Журнале Московской патриархии», сборнике «Богословские труды», журнале «Вестник РХД», журнале «Выбор» и некоторых других периодических изданиях. Его основные исторические работы этого периода были опубликованы в книге «Православие. Византия. Россия», вышедшей в 1989 году под редакцией Н. А. Струве в издательстве «ИМКА-ПРЕСС». Эта работа принесла ему известность не только в церковно-общественных кругах, но и в учёном мире византологов.
В 1986 году митрополит Ленинградский Алексий (Ридигер) рукоположил его в сан диакона. 29 августа того же года в Успенском соборе Пюхтицкого монастыря митрополитом Алексием (Ридигером) был рукоположён в сан священника с возложением наперсного креста. Позднее удостоен сана протоиерея.
Овдовел в конце 1980-х гг. В браке имеет двух дочерей, несколько внуков.
В 1989 году принял монашество с именем Иоанн в честь святого Иоанна Русского.
13 сентября 1989 года определением Священного синода назначен временным исполняющим обязанности заместителя председателя отдела внешних церковных сношений (ОВЦС). 25 октября 1990 года определением Священного синода утверждён заместителем председателя ОВЦС.

### В 1990-е годы
12 октября 1990 года на учредительном собрании Союза православных братств был назначен председателем этой организации. В интервью журналу «Наука и религия» (1991, № 6), отвечая на вопрос корреспондента: «С чем связано сегодня появление многочисленных православных братств в нашей стране и проведение их съезда?», сказал: «С возрастающей активностью мирян и духовенства, как в решении внутрицерковных проблем, так и в жизни общества. Братства предоставляют возможность для вовлечения в лоно Церкви новых сил, особенно нашей интеллигенции».
По его инициативе в Союзе были образованы пятнадцать секций. По словам протоиерея Владимира Воробьёва, «очень скоро стало ясно, что из всех секций Союза православных братств успешно развиваются только две: образовательная и, благодаря потоку гуманитарной помощи с Запада, секция благотворительности, поэтому председатель союза игумен Иоанн (Экономцев) предложил Патриарху Алексию создать два новых синодальных отдела: благотворительности и религиозного образования и катехизации».
31 января 1991 года назначен председателем учреждённого тогда же Синодального отдела Московского патриархата по религиозному образованию и катехизации. Создавать отдел пришлось буквально на пустом месте. Не было ни кадров, ни специалистов, ни помещений, ни концепции. Новый отдел разместился в настоятельском корпусе ещё не возвращённого Церкви Высоко-Петровском монастыре в Москве.
В августе 1991 года участвовал в «круглом столе» по принципиальному вопросу о «Декларации митрополита Сергия» 1927 года с участием священнослужителей Русской Зарубежной Церкви.
6 августа 1991 года на II съезде Союза православных братств ушёл с поста председателя; вместо него эту должность занял иеромонах Кирилл (Сахаров), под управлением которого данная организации стала стремительно радикализироваться.
После этого сосредоточился на работе в Отделе религиозного образования и катехизации, на который патриарх Алексий II возложил работу по созданию, развитию и координации системы религиозного образования мирян на всех её ступенях и уровнях, в том числе поддержанию множества вновь открытых воскресных школ необходимыми кадрами и методическими пособиями. Отдел намеревался готовить специалистов для православных гимназий, и под эту задачу решено было создать православный университет. Таким образом, в декабре 1992 году появился Российский православный университет
С 1993 года ОРОиК стал ежегодно проводить в Москве Рождественские образовательные чтения, выросшие из конференции православных педагогов Москвы. Игумен Иоанн принимал в них непосредственное участие в их организации и выступал с докладами.
Участвовал на прошедшем 29 ноября — 2 декабря 1994 года Архиерейском соборе Русской православной церкви, где выступил с отчётным докладом, посвящённым деятельности отдела религиозного образования и катехизации
С 6 апреля 1995 года — член-корреспондент Российской академии образования по отделению профессионального образования.
26 февраля 1998 года решением Священного синода включён в состав созданной тогда же Синодальной богословской комиссии. 24 декабря 2004 года решением Священного синода переизбран в новый состав данной комиссии.
17 июля 1998 года решением Священного синода включён в состав созданной тогда же комиссии для ежегодной координации конференций, посвящённых Дню славянской письменности и культуры.
5 октября 1999 года решением Священного синода включён в состав делегации Русской православной церкви, направленной на Юбилейную международную межконфессиональную конференцию, посвящённую празднованию 2000-летия христианства.
Участвовал в прошедшем 29 октября — 1 ноября 1999 года в ОВЦС МП заседании Совместного координационного комитета по сотрудничеству между Русской православной церковью и Церковью Англии.
Несмотря на многочисленные жалобы, поступавшие в Патриархию на игумена Иоанна, и критику в СМИ, патриарх Алексий II продолжал покровительствовать ему, и до конца жизни патриарха Алексия II Иоанн (Экономцев) сохранял должности ректора РПУ, настоятеля Высоко-Петровского монастыря и главы ОРОиКа. Так, Священный синод под председательством патриарха Алексия II, заслушав 19 апреля 2000 года доклад игумена Иоанна, постановил «выразить благодарность игумену Иоанну (Экономцеву), Председателю Отдела по религиозному образованию и катехизации, и всем труженикам Отдела за понесённые труды».

### В 2000-е годы
Принял участие в прошедшем 13—16 августа 2000 года юбилейном Архиерейском соборе Русской православной церкви, где выступил с докладом.
В 2000 году поучаствовал в создании неудавшегося Российского Христианского Союза, за что, как писал Максим Шевченко, получил «серьёзный нагоняй от Патриарха». В 2001 году попытался войти в число учредителей общественно-политического движения «Евразия», детища Александра Дугина.
26 января 2001 года в ходе празднования десятилетнего юбилея отдела религиозного образования и катехизации награждён патриархом Алексием II орденом святителя Московского Иннокентия III степени, 27 января 2002 года в храме Христа Спасителя возведён патриархом Алексием II в сан архимандрита.
12 марта 2002 года решением Священного синода включён в состав редакционной коллегии сборника «Богословские труды».
Участвовал в прошедшем 3—8 октября 2004 года Архиерейском соборе Русской православной церкви. На заседании рабочей группы «Религиозное образование и работа с молодёжью» был представлен его доклад. Выступил на соборе с докладом о деятельности возглавляемого им отдела в 1994—2004 годах. В целях стандартизации учебного процесса предложил принять ряд типовых положений, посвящённых статусу и работе православных образовательных учреждений для мирян. Представил на рассмотрение собору проект поправки в Устав РПЦ, определяющей понятие православных учебных заведений для мирян и организацию их деятельности.
Участвовал в прошедшем 24—29 июня 2008 года Архиерейском соборе Русской православной церкви, где выступил с докладом, в котором, выразив обеспокоенность отсутствием лицензий на ведение образовательной деятельности у ряда церковноприходских школ и православных гимназий, призвал ускорить начало процесса лицензирования православных средних общеобразовательных учебных заведений. В связи с намечавшимся ликвидацией регионального компонента образования указал на необходимость сохранения в новом школьном общефедеральном стандарте образования блока предметов «духовно-нравственная культура», предложил создавать центры подготовки и переподготовки преподавателей основ православной культуры на базе лучших православных школ.
Принял участие в прошедшем с 27 по 28 января 2009 года Поместном соборе Русской православной церкви как глава Синодального отдела религиозного образования и катехизации.
31 марта 2009 года Священный синод Русской православной церкви на первом своём заседании после интронизации патриарха Кирилла удовлетворил прошение Иоанна об освобождении с поста председателя Синодального отдела по религиозному образованию и катехизации, выразив ему благодарность за понесённые труды и оставив его на посту ректора Российского православного института святого апостола Иоанна Богослова. 7 апреля того же года в храме преподобного Сергия Радонежского Высокопетровского монастыря сослужил епископу Меркурию (Иванову), вступившему в тот же день в должность руководителя Отдела религиозного образования и катехизации. В том же месяце епископ Меркурий был назначен новым настоятелем Высоко-Петровского монастыря.
Не вошёл в состав Синодальной богословской комиссии после обновления её состава, согласно решению Священного синода от 27 июля 2009 года. Вскоре утратил должность и ректора РПИ св. Иоанна Богослова; 21 мая его не было на актовом дне, а 9 июня должность и. о. ректора занимал игумен Даниил (Ишматов). Назначенный его преемником игумен Петр (Еремеев) не смог лично принять у него дела, так как к этому времени архимандрита Иоанна уже не было в Москве. После этого полностью отошёл от церковных дел.

## Деятельность при Патриархе Алексие II

### Председатель Синодального отдела по религиозному образованию и катехизации
Создавать новый отдел пришлось практически на пустом месте; как отмечал Патриарх Алексий II: «не было средств, помещений, специалистов, подготовленных преподавателей воскресных школ для детей и взрослых». Игумену Иоанну удалось привлечь в новый отдел молодых учёных, представителей интеллигенции, религиозных деятелей из дальнего зарубежья.
Подвергался критике за то, что используя полученные средства от спонсоров отдела, отправил двух подросших дочерей с семьями в США, а себе приобрёл особняк среди леса у озера, в то время как зарплаты в возглавляемых им ОРОиКе и РПУ были весьма невысоки. В итоге, работавшие под началом игумена Иоанна сотрудники стали уходить.
Не меньшие нарекания вызывала и работа ОРОиКа, критике которой посвящена значительная часть книги диакона Андрея Кураева «Оккультизм в православии», который назвал самой серьёзной неудачей в церковной политике 90-х неудачу на том направлении, которое курировал ОРОиК: "ни разу ни в одной из епархий мне не доводилось слышать рассказов о том, что вот, мол, какую замечательную помощь нам оказал ОРОК, какие замечательные учебники и методики они написали и прислали нам, как умно они смогли разоблачить сектантскую методику и остановить внедрение такой-то секты в наши школы… Напротив, всюду я слышу один и тот же стон: «Ну что делает Отдел религиозного образования?! Где учебники для школ (и по церковным, и по светским дисциплинам), написанные Отделом? Где новые версии „Закона Божия“? Где церковная версия „Истории России“? Где методички для учителей? Где сборники советов катехизаторам и миссионерам?» <…> То, что ОРОК — по сути — не помогает церковным миссионерам — это почти извинительно. Но то, что он не смог защитить школы от вторжения сект — это уже серьёзная беда. <…> Если судить по масштабам проникновения сект в систему государственного образования России, а также по тому, что православных школ даже в Москве меньше, чем еврейских, то результат деятельности ОРОК нельзя не оценить как более чем неудовлетворительный. <…> Надо было добиться того, чтобы все учебные пособия в той их части, которая касается Православия, его вероучения и истории, рецензировались в Отделе: Церковь вправе ожидать, что её история будет освещена корректно, уважительно, без повторения советских штампов. За шесть лет ничего этого не было сделано. <…> Самый же страшный провал, который произошёл в отношениях Церкви и образовательных структур — это то, что церковные политики «профукали» внедрение в педагогические вузы и в школы откровенно оккультной дисциплины под названием «валеология»".
В 2000-е годы по мере снижения активности архимандрита Иоанна фактически единственным значимым направлением деятельности ОРОиКа в это время стала организация Международных Рождественских образовательных чтений, да и то не всех их секций и направлений. С 2005 года, когда митрополит Климент (Капалин) был назначен председателем Международных образовательных рождественских чтений и председателем комиссии по их подготовке и проведению, архимандрит Иоанн уже не был единоличным устроителем и организатором данного мероприятия.
К концу 2000-х годов архимандриту Иоанну удалось добиться открытия во всех епархиях Русской православной церкви епархиальных отделов религиозного образования и катехизации.

### Настоятель Высоко-Петровского монастыря
Указом президиума Московского городского совета от 3 июля 1992 года и распоряжением Президента России от 14 декабря 1994 года комплекс Высоко-Петровского монастыря был передан Русской православной церкви. С 7 октября 1992 года в восстановленном Сергиевском храме монастыря начали регулярные богослужения.
19 февраля 1993 года указом патриарха Алексия II монастырю был присвоен статус Патриаршего подворья, настоятелем которого и стал игумен Иоанн «с поручением ему попечительства о скорейшем возобновлении богослужений в храмах Высокопетровского монастыря: 1. Прп. Сергия Радонежского 2. Боголюбской иконы Божией Матери 3. Свт. Петра, митрополита Московского 4. Толгской иконы Божией Матери 5. Апостолов Петра и Павла 6. Покрова Пресвятой Богородицы».
Бывшие монастырские храмы стали постепенно реставрировать и открывать. 14 октября 1996 года был освящён Покровский храм (всё убранство выполнил из керамики художник Г. В. Куприянов), 10 октября 1999 года — Толгский храм, в котором расположился баптистерий. В 2001 году в Святых воротах была устроена церковь в честь Казанской иконы Божией Матери, а 6 сентября 2003 года освящён собор святителя Петра.
Критиковался за махинации с недвижимостью Высоко-Петровского монастыря, а также за то, что монашеская жизнь в монастыре при архимандрите Иоанне так и не была налажена: к июлю 2005 году в Высоко-Петровском монастыре проживали лишь трое насельников. Часть помещений монастыря в эти годы по-прежнему занимали нецерковные учреждения, в том числе в качестве арендаторов. Монастырь в эти годы не имел статуса действующего монастыря, а его храмы числились как патриаршее подворье. В январе 2009 года Наталья Петрова отмечала, что монастырь в тот момент находился «почти в таком же запустении, как и в 1994 году». По словам епископа Меркурия (Иванова), монастырь от отца Иоанна он принял «в безобразном состоянии», после чего уволил нанятых архимандритом Иоанном сотрудников и активно принялся его ремонтировать и восстанавливать по собственному вкусу. 10 октября того же года по прошению епископа Меркурия Священный синод принял решение о возрождении в Высоко-Петровском монастыре монашеской жизни

### Ректор РПУ Иоанна Богослова
Хотя РПИ изначально создавался как для подготовки церковных специалистов, постепенно игумен Иоанн преобразовывать его в чисто коммерческий вуз, где за деньги обещали дать хорошее образование во многих сферах, в том числе никак не связанных с религией. Диакон Андрей Кураев при этом отмечал, что игумен Иоанн «повседневное руководство университетом (включая подбор и дисциплин, и преподавателей) передоверил людям, мягко говоря, нецерковным». Сам игумен Иоанн говорил, что «задача РПУ состоит как раз в том, чтобы наполнить науку, внести в изучение её нравственный стержень. <…> РПУ не готовит священнослужителей, катехизаторов, преподавателей сугубо церковных дисциплин. Мы готовим высококвалифицированных специалистов, воспитанных на православной идеологии и нравственности».
Такая деятельность имела результаты, в результате чего в 1999 году РПУ получил государственную аккредитацию и смог выдавать дипломы государственного образца. Игумен Петр (Еремеев), сменивший его на посту ректора, отмечал: «90-е годы действительно стали для вуза славными. К сожалению, многопредметность порученного отцу Иоанну церковного послушания ограничивала его в возможностях занятия университетскими делами, и у вуза со временем возникли некоторые сложности в развитии. Но, просматривая сегодня огромное количество документов, связанных с деятельностью нашей школы, я отдаю должное уважение заслугам первого ректора. Безусловно, им была сделана колоссальная работа». По воспоминаниям Ивана Негреева, архимандрит Иоанн «очень тепло относился к студентам. На выпускное застолье он позвал всех выпускников для того, чтобы не посмотреть формально все наши дипломы, а поговорить с каждым».
Однако в 2000-х годы возглавляемый им Российский православный университет стал приходить в упадок, вследствие чего потерял статус университета, а также право именоваться Российским, в результате чего получил название «Православный институт Иоанна Богослова». По словам протоиерея Льва Шихлярова, «… с середины 2000-х годов ситуация начала клониться к упадку. <…> было странно видеть, как вокруг первого ректора стали появляться люди, которые либо плохо разбирались в образовательном процессе, либо преследовали вполне личные цели, а он им безусловно доверял. <…> в один момент отец Иоанн буквально исчез <…>. Его никто не увольнял — он ушёл сам, очень расстроенный, бросил всё в сердцах. Увы, это было весьма печальное завершение вполне сносно действовавшего проекта».
Назначенный в мае 2010 года ректором данного учебного заведения игумен Петр (Еремеев) вспоминал: «Итог аудита был более чем неутешительным. Институт имел многомиллионные долги. Серьёзные проблемы были и с соответствием зданий вуза нормам пожарной безопасности и СЭС. Из-за финансовых проблем руководящий аппарат и преподавательский состав сильно поредел и, как следствие, по специальностям в масштабе вуза фактически отсутствовала предусмотренная нормативами учебно-методическая документация. <…> одного из перечисленных пунктов было достаточно, чтобы при проверке со стороны надзорных органов приостановить деятельность учебного заведения. <…> На этом сложном фоне институт ещё и не продлил вовремя лицензию на образовательную деятельность и по факту прекратил свою работу».

## Взгляды и труды

### Исторические труды
Сферой его научных интересов была главным образом история Русской церкви. Изучал историю духовных связей Византии и Руси, влияние византийского православия (в том числе одного из наиболее известных его течений — исихазма) на русскую церковную мысль. Считал, что «если языческое прошлое европейских народов привело к неоязыческому Ренессансу, то наследие греческой античности, преображенное святоотеческим богословием — трудами Дионисия Ареопагита, Симеона Нового Богослова и исихастов дало импульс духовному Возрождению в палеологовской Византии, в южнославянских странах и на Руси. И насколько это Возрождение было возвышеннее, духовнее и чище западноевропейского Ренессанса с его болезненным разладом между верой и разумом, духом и плотью, оставляющем, несмотря на весь свой наигранный оптимизм, чувство безысходности и отчаяния». Будучи преподавателем Московской духовной академии, написал несколько работ по её истории. Автор научных статей о церковной реформе Петра I.
С началом 1990-х годов отходит от деятельности историка. Его последующие публикации были посвящены как правило анализу современного ему положения Русской православной церкви и были тесно связаны с его работой во главе Отдела религиозного образования и катехизации.

### Художественная литература
В восьмилетнем возрасте он написал своё первое стихотворение. В 1967 году написал эпическую пьесу «Китеж». Лейтмотивом пьесы, в которой соединились «Сказание о Граде Китеже» и «Сказание о деве Февронии», стала тема убиения первых русских святых страстотерпцев Бориса и Глеба. С 1990-х годов пьеса ставилась в театре «Глас» и пользовалась успехом у зрителей.
Автор ряда художественных произведений, которые опубликовал как Игорь Экономцев, а не архимандрит Иоанн, в том числе романа «Записки провинциального священника» (главный герой — преподаватель духовной академии, получивший в середине 1980-х годов приход в провинции), мистического романа «Тайна восьмого дня» (2001). В 1996 году презентовал в Твери сборник своих стихов.
Самым известным из художественных произведений является роман «Записки провинциального священника», выдержавший 4 издания; в последний раз в 2013 году, когда автор отошёл от всех дел. Главный герой произведения, Профессор МДА иеромонах Иоанн в 1985 году за крамольную статью отправлен настоятелем храма Преображения Господня в захолустном городе Сарск. Сама церковь при этом полуразрушена, многие иконы похищены, приход развалился (описывается даже как он служил один и никого в храме не было), а власти во главе с сотрудником КГБ Валентином Кузьмичём, пытаются прибрать храм к рукам. Иеромонах Иоанн постепенно убеждается, что Господь не зря послал его в этот далёкий город. На заброшенном чердаке он находит записки старца Варнавы, бывшего настоятеля храма, где тот описывает историю этого древнего строения, бывшего раньше собором Сарской Преображенской обители, а затем — приходским храмом города Сарска. Несмотря на все преграды, Иоанну смог начать возрождение храма и прихода.
Его литературное творчество вызывает дискуссии в православной среде, резкую критику со сторону верующих. Так газета «Русский вестник» писала о «Тайне восьмого дня»: «То, что мы увидели на страницах этой книги, шокировало нас многократно сильнее, чем прочтение „Обетованного острова“ с его удивительно подробными описаниями актов совокупления десятка гадов, земноводных и фантастических, рождённых странным воображением игумена И. Экономцева тварей. <…> Если живописания „задницы козла Спинозы“ и подробностей акта „причащения солоноватой жертвенной крови“ для игумена И. Экономцева важнее и интереснее разработки православных учебников, то куда мы придём с такими игуменами?».
1 октября 2012 года в Российском центре науки и культуры в Вене представил немецкий перевод своего романа «Фаворский свет — Записки провинциального священника».

### Взгляды на образование
Считал, что «отказ светской школы от воспитания, в первую очередь, патриотического, думаю, может иметь трагические последствия для нашей страны в целом». По свидетельству диакона Андрея Кураева: «важнейшая функция церковного иерарха и политика (каковым, без сомнения, является отец Иоанн [Экономцев]) — недопущение в ту сферу, в которой он работает, неправославных и антихристианских влияний. Но тот чиновник, который — по многочисленным свидетельствам — более всего способствует проникновению сект в систему Минпроса — замминистра А. Асмолов — пользуется нарочитой симпатией у отца Иоанна».
В 2006 году отмечал, что государственная школа в России может носить православный характер, и это никак не будет ущемлять права представителей других конфессий, приводя в пример школу № 30 в Нижнем Новгороде, которая внедрила «Основы православной культуры» в программу, в классах были повешены иконы.
Приходы Русской православной церкви «должны стать центрами православного просвещения, где можно было бы устраивать разнообразные активные мероприятия, заниматься досугами молодежи, социальной работой».

### Взгляды на экологию
В 1990-е годы, когда очень активно обсуждалась экологическая тематика, заинтересовался ею и полагая, что «Церковь должна уделять максимум внимания проблемам сегодняшнего дня», занялся выработкой «экологически-православного мышления». Считал что «экологический кризис, который для современности является наиболее опасным, разрешим только с помощью религиозного подхода к данной проблеме» поскольку «Кризис возник в области между Богом и человеком. И поэтому выход из кризисов возможен, если наряду с научными разработками не упускать из виду религиозную сферу». В сентябре 1996 года основал экологический факультет в руководимом им Российском православном институте. На данном факультете изучали «историю мировых цивилизаций с той целью, чтобы проследить причины которые привели в прошлом цветущие сообщества к кризису».

## Публикации
- Записки провинциального священника [Гл. из романа, изд. в 1993 г] // Путь Православия. 1993. — № 2. — С. 183—195.
- Записки провинциального священника [Гл. из романа, изд. в 1993 г] // Путь Православия. 1994. — № 3. — С. 194—211.
- Записки провинциального священника : Роман; [Послесл. В. П. Семенко; Иллюстрации А. Г. Ештокина]. — М. : Фирма «ВЕРНАЛ» : Фирма «София и К», 1993. — 317,[2] с. : ил.; 21 см; ISBN 5-86933-002-5
  - Записки провинциального священника. — М. : Терра — Кн. клуб, 1998. — 299 с. — (Русь православ. : История Православ. церкви, Жития святых, романы и повести о более чем тысячелет. истории православия на Руси).; ISBN 5-300-01927-5
  - Записки провинциального священника. — М. : Эксмо: Яуза, 2004 (ГУП ИПК Ульян. Дом печати). — 511 с. — ISBN 5-699-08267-0
  - Свет Преображения: записки провинциального священника. — Москва : АСТ, 2013. — 414 с. — (Рассказы о святых и верующих). — ISBN 978-5-17-079162-0
- Стихи и драмы. [Иллюстрации А. Ештокина]. — М.: Фирма «Вернал» : София и Ко, 1993. — 447 с. — ISBN 5-86933-003-3
- Драмы [Иллюстрации А. Ештокина]. — М. : Фирма «Вернал» : Фирма «София и Ко», 1993. — 462 с. — ISBN 5-86933-004-1
- Избранное / Вступ. ст. В. Никитина. — М.: Созвездие, 1996. — 269 с. — (Серия «Антология русской религиозной поэзии. XX век»).
- Обетованный остров. — М.: Просветитель, 2000. — 541 с. — ISBN 5-88661-024-3.
  - Обетованный остров; Воскрешение Лазаря; Zero. — Изд. 2-е, испр. — Орел: Картуш, 2023. — 491 с. — ISBN 978-5-9708-1069-9. — 500 экз.
- Тайна восьмого дня: Мистический роман. — Кострома, 2001. — 527 с.
- До востребования вечностью: Роман в письмах. Ч. 1, 2. М., 2004.
- Наедине с собой: стихи. — Орёл: Картуш, 2018. — 359 с. — ISBN 978-5-9708-0676-0. — 500 экз.
- Пути неисповедимые: [романы : 12+]. — Орёл : Картуш, 2018. — 315 с. — ISBN 978-5-9708-0652-4. — 500 экз.

- Ставропигиальный мужской Даниловский монастырь в Москве // Журнал Московской Патриархии. 1983. — № 9. — C. 7-12.
- Основание Славяно-греко-латинской Академии (к 300-летию Московской Духовной Академии) // Журнал Московской Патриархии. 1985. — № 2. — C. 67-78.
- «Предыстория создания Московской Академии и ее первоначальный период, связанный с деятельностью братьев Лихудов» // Богословские труды. Сборник, посвященный 300-летию Московской духовной академии. 1986. — C. 41—72
- «„Письмо своей Церкви“ святителя Григория Паламы» // Богословские труды. Сборник, посвященный 300-летию Московской духовной академии. 1986. — C. 293—304
- Письмо, которое он [святитель Григорий Палама], будучи пленником, направил из Азии своей Церкви / пер.: Экономцев И. Н., преподаватель МДА // Богословские труды. 1986. — C. 305—315.
- Историческая школа Московской Духовной Академии // Вестник Русского Западноевропейского Патриаршего Экзархата. 1987. — № 115. — C. 207—208
- «Крещение Руси и внешняя политика. Древнерусского государства» // Богословские труды. 1987. — № 28. — C. 102—111.
  - Крещение Руси и внешняя политика древнерусского государства // Тысячелетие крещения Руси. Международная церковно-историческая конференция. Киев, 21−28 июля 1986 года. Материалы. — М.: Московская патриархия, 1988. — С. 103—105
- Заседания руководства Учебного комитета и Духовных школ // Журнал Московской Патриархии. 1987. — № 11. — C. 31-33.
- Некоторые особенности русского средневекового христианства // «Вестник РХД». 1988. — № 2 (153). — С. 30-39
- «Золотой век» Симеона и древнерусская культура // Журнал Московской Патриархии. 1988. — № 2. — C. 54-58.
- Передача святынь Русской Православной Церкви // Журнал Московской Патриархии. 1988. — № 9. — C. 46.
- «Исихазм и восточноевропейское Возрождение» // Богословские труды. 1989. — № 29. — C. 59-73
- Византизм, славяне и Россия // Вопросы истории. — 1989. — № 8. — С. 54-75.
- Православие, Византия, Россия: Сб. ст. — Paris: YMCA-press, 1989. — 297 с. — ISBN 2-85065-164-8
  - Православие. Византия. Россия: Сб. ст. — М.: Христианская литература, 1992. — 230 с.
- Национально-религиозный идеал и идея империи в петровскую эпоху (К анализу церковной реформы Петра I) // «Вестник РХД». 1990. — № 1 (158). — C. 5-33.
  - Национально-религиозный идеал и идея империи в Петровскую эпоху // «Выбор», 1992. — № 9
- Церковные реформы Петра I // Родина. 1991. — № 5. — С. 12-16.
- Исихазм и Возрождение (исихазм и проблема творчества) // Златоуст: духовно-просветительский журнал. 1992 — № 1. — С. 139—170
- «Московская Духовная Академия в период пребывания в Троице-Сергиевой Лавре» // Богословские труды. 1993. — № 31. — С. 62-68.
- О концепции и задачах журнала «Путь Православия» // «Путь Православия». 1993. — № 1. — С. 9-11.
- Светлой памяти Ирины Дьяковой // «Путь Православия». 1993. — № 1. — С. 187—188.
- Православие и этнос в контексте русской истории // «Путь Православия». 1993. — № 1. — С. 106—122.
- Православное образование и деятельность отдела религиозного образования и катехизации Московского Патриархата: Докл. Пред. отд. религ. образования и катехизации Моск. Патриархата игумена Иоанна (Экономцева) на Архиерейс. Соборе Рус. Православ. церкви с 29.11.94 по 4.12.94 г. — М.: Б. и., 1994. — 32 с.
- Опасности евразийской идеологии // Евразийская перспектива: [Материалы конф., 6-7 мая 1994 г. на борту теплохода «Юрий Андропов»] / Второй междунар. конгр. «Культура и будущее России». — Москва : Б. и., 1994.. — С. 51-?
- Мифотворчество и твердыня веры [Россия и её духовный путь в XIX—XX вв. в противоположность зап. культуре (мифы о Прометее, Фаусте)] // «Путь Православия». 1994. — № 3. — С. 46-54.
- Принципы православного образования // Православная беседа. — 1995. — № 1. — С. 51.
- Из доклада председателя Отдела религиозного образования и катехизации Московского Патриархата [Приветствие участникам чтений] // «Рождественские чтения», 2-е. — М., 1995. — III.
- Принципы православного образования и деятельность Отдела религиозного образования и катехизации Московского Патриархата: [Докл. на Архиерейском Соборе] // «Просветитель». М., 1995. — № 2/03. I-XLVII.
- Религия и культура в свете русского опыта XX век // Христианство и культура сегодня. — М.: Итальянский ин-т Культуры — Путь, 1995. — 185 с. — С. 23-30
- Духовность и творчество // Вопросы философии. — 1996. — №. 2. — С. 24-41
- Православный взгляд на экологический кризис современной цивилизации // Рождественские чтения, 4-е. — М., 1996. — С. 69-94.
  - Православный взгляд на экологический кризис современной цивилизации // «Путь Православия». 1996/1997. — № 5. — С. 5-24.
  - Православный взгляд на экологический кризис современной цивилизации // Сознание и физическая реальность. 1997. — № 1
- Пути православного образования в России // Рождественские чтения, 5-е. — М., 1997. — С. 29-45.
- Православие как первооснова и оправдание русской культуры (доклад) // Рождественские чтения, 6-е. — М., 1998. — С. 24-36.
  - Православие как первооснова и оправдание русской культуры: Докл. на VI Рождеств. чтениях 26 янв. 1998 г. / Игумен Иоанн. — [М], [1998]. — 16 с.
- Православный подход к экологическому кризису современной цивилизации // Православие и экология. М.: Московский Патриархат. Отдел религиозного образования и катехизации, 1999. — С. 113—140.
- Православное образование в России: традиции и развитие, уроки и перспективы // Сборник пленарных докладов VII Международных Рождественских образовательных чтений / ред. игум. Иоанн (Экономцев), сост., ред. В. Л. Шленов, сост., ред. Л. Г. Петрушина. — М. : Отдел религиозного образования и катехизации Русской Православной Церкви, 1999. — 288 с. — С. 34—47
  - Православное образование в России: традиции и развитие, уроки и перспективы // Православное образование в России: сборник материалов. — Тюмень : Сибирь православная, 1999. — С. 32—47.
  - Православное образование в России: традиции и развитие, уроки и перспективы // Педагогика. — М., 1999. — № 4. — С. 15-21.
- Православный взгляд на проблемы экологии // Христианство и проблемы экологии: сборник докладов конференции. — М.: Отдел религиозного образования и катехизации Русской Православной Церкви, 2000. — 112 с. — С. 3-7.
- «Православие и наука на пороге третьего тысячелетия» // Журнал Московской Патриархии. М., 2000. — № 3. — С. 52-57.
  - «Православная наука на пороге третьего тысячелетия» // Сборник пленарных докладов VIII Международных Рождественских образовательных чтений. — М.: Отдел религиозного образования и катехизации Русской Православной Церкви, 2000. — 280 с. — С. 32-40.
- Опыт преподавания в Российском православном университете имени Иоанна Богослова // Проблемы преподавания и современное состояние религиоведения в России: материалы коференции (Москва, 2-3 декабря 1999 года). — М.: Рудомино, 2000. — 96 с. — С. 5-10.
- Православный университет и традиция российского образования // Известия РАО. — 2000. — № 1. — С. 90-94.
- Православный взгляд на процесс духовно нравственного экологического образования // Педагогическое образование и наука. — М., 2005. № 2. — С. 80. (соавтор: Узиков Н. И.)
- Русская Православная Церковь и возрождение культуры // Сборник пленарных докладов IX Международных Рождественских образовательных чтений. — М., 2001. — С. 24-34.
  - Русская православная церковь и возрождение культуры // «Православное образование». 2001. — № 1
- «За союз Церкви и культуры» // Миропонимание и экоэтика XXI века: наука, философия, религия. Издательство МГТУ имени Баумана, 2001. — С. 396—420
- Православное образование и молодежь // Съезд Православной молодежи 13 — 16 мая 2001 года в Москве / ред. архим. Геннадий (Гоголев). — М. : Отдел по делам молодежи Московского Патриархата, 2001. — 152 с. — С. 60-63
  - Православное образование и молодёжь // Русский мир. — Москва, 2002. — № 6. — стр. 113—116.
- «Соборный дух Чтений и возрождение российского общества. Общество и культура под благодатным покровом Церкви» // Сборник пленарных докладов Х Международных Рождественских образовательных чтений / ред. архим. Иоанн (Экономцев), сост., ред. В. Л. Шленов, сост., ред. Л. Г. Петрушина. — М. : Отдел религиозного образования и катехизации Русской Православной Церкви, 2002. — С. 19—29
- Задачи православного образования // Сибирская православная газета. 2003. — № 1
- Российская культура и образование в свете взаимодействия науки и религии: доклад на открытии XI Международный Рождественских образовательных чтений 26 января 2003 года. — М. : Отдел религиозного образования и катехизации Русской Православной Церкви, 2003. — 12 с.
- О развитии системы православного образования для мирян за период 2000—2004 // «Русская линия», 05.10.2004
- Проблемы и перспективы богословского образования мирян // Православное богословие на пороге третьего тысячелетия : материалы / Богословская конференция Русской Православной Церкви. Москва, 7 — 9 февраля 2000 г. — М. : Синодальная Богословская комиссия, 2005. — 462 с. — С. 444—449.
- Задачи нравственного и культурного возрождения народа и современная школа // Сборник пленарных докладов ХIV Международных Рождественских образовательных чтений. — М. : Отдел религиозного образования и катехизации Русской Православной Церкви, 2006. — 316 с. — С. 60-67
- Рождественские чтения и пути возрождения духовно-нравственных основ российского образования // Сборник пленарных докладов ХV Международных Рождественских образовательных чтений. — М. : Отдел религиозного образования и катехизации Русской Православной Церкви, 2007. — 288 с. — стр. 81—91
- Место и значение отечественной религиозной культуры в образовательном пространстве России. Доклад на Международном симпозиуме «Вузы, культура и искусство в мировом образовательном пространстве», прошедшем 17-18 мая в Москве // Prokimen.Ru, 22.05.2007
- Задачи и цели воспитания. Доклад на открытии XVI Рождественских чтений // Prokimen.Ru, 02.02.2008
- Проблемы и перспективы развития религиозного образования в России и Синодального отдела религиозного образования и катехизации. Доклад архимандрита Иоанна (Экономцева), председателя Отдела религиозного образования и катехизации Русской Православной Церкви // Prokimen.Ru, 19.07.2008
- «Проблемы и пути развития религиозного образования в России». Доклад председателя Отдела религиозного образования и катехизации РПЦ МП архимандрита Иоанна (Экономцева) // Prokimen.Ru, 15 февраля 2009
- Задачи образования и Церковь // Образование в XXI веке. Стратегии и приоритеты: Материалы Международной научно-практической конференции (Москва, 26-28 мая 2008 г.). — и Электрон. текстовые дан. — М. : СФИ, 2011. — 360 с. — ISBN 978-5-89100-114-5 — С. 169—178

- Союз православных братств / интервью — ответы: Иоанн (Экономцев), игумен, председатель Отдела Московского Патриархата по религиозному образованию и катехизации, интервью — вопросы: Семенко Владимир // Журнал Московской Патриархии. М., 1991. — № 6. 55-57.
- игумен Иоанн (Экономцев): «Приходы должны стать центрами православного просвещения» // Журнал «Камо грядеши». — № 1 (8) 2000
- Архимандрит Иоанн (Экономцев): «В вопросах образования и воспитания необходим конструктивный диалог государства и Церкви» // patriarchia.ru, 24 января 2006
- Воцерковление и катехизация в наше время // Prokimen.Ru, 08.03.2007